# Long thủ vàng
Long thủ vàng (danh pháp hai phần: Pachystachys lutea) là loại cây bụi, cao 90–120 cm, hóa gỗ ở gốc, thân ít phân nhánh. Lá mọc đối ở hình, là hình trái xoan dài, màu xanh đậm, hẹ gân lông chim nổi rõ. Cụm hoa ở ngọn, mọc thẳng đứng. Hoa màu trắng ngà, dạng uốn cong, nhỏ, đỉnh chia 2 môi. Lá bắc lớn, màu vàng cam, xếp xít nhau thành một bông dày. Đây là loại cây cảnh được trồng ở vùng nhiệt đới và cận nhiệt đới.

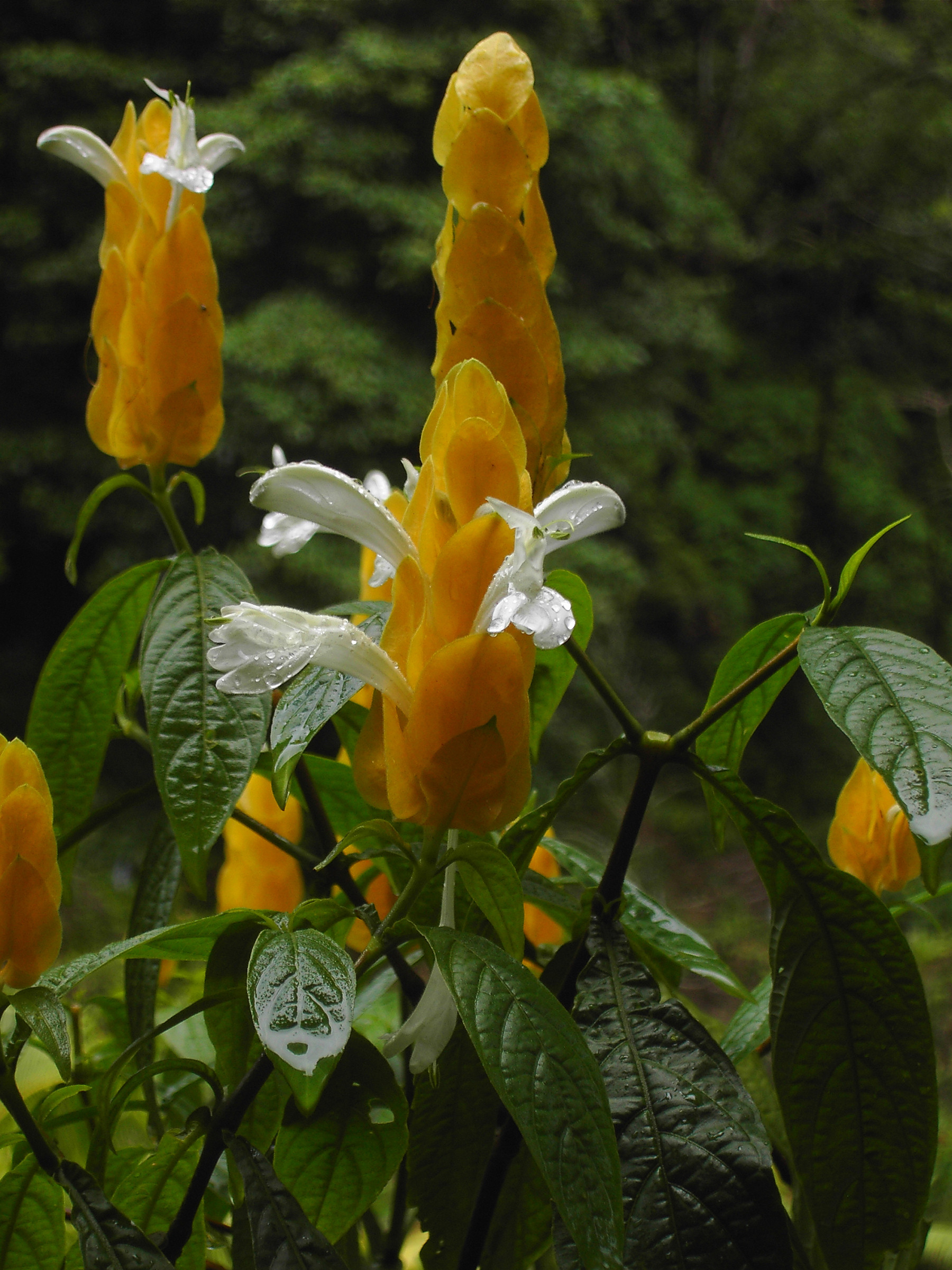
Hoa của Long thủ vàng